# نثر مقفى
النثر المقفى أو السجع هو نوع أدبي مكتوب بقوافي غير موزونة. هذا النموذج معروف في العديد من الثقافات المختلفة. في بعض الحالات، يكون النثر المقفى أسلوبًا مميزًا ومحددًا جيدًا في الكتابة. في التقاليد الأدبية الحديثة، حدود الشعر واسعة جدًا مثل الشعر الحر والنثيرة وما إلى ذلك) ويمكن وصف بعض الأعمال بالنثر والشعر.

## الثقافة العربية وتأثيراتها
في الأدب العربي القديم يسمى النثر المقفى سجعًا. أشهر الأنواع المتقنة من النثر المقفى هو المقامة. لقد أثرت على الثقافات الأخرى في العالم الإسلامي مثل الفارسية (كما يتضح في كلستان سعدي لصاحبة سعدي الشيرازي) والتركية ( tr:Seci).
لم يكن النثر العربي المقفى يُستخدم فقط للترفيه أو التأبين.